# 토지구획정리
토지구획정리(土地區劃整理, Land readjustment)는 토지의 합리적 이용증진과 지역생활환경의 향상을 도모하기 위하여 도로, 공원, 상하수도, 학교, 광장 등의 공공시설을 설치 혹은 변경하거나 토지의 교환, 분합, 구획변경, 지목변경, 형질변경 등을 행하는 것으로서 사업시행 전에 존재해 온 권리에 대한 변동을 가하지 아니하고 각 토지의 위치, 지적, 토질, 이용상황 및 환경 등을 고려하여 사업시행 후의 대지에 이전시키는 행위, 즉 환지를 수반하는 사업이다.